# Krzysztof Borowiak
Krzysztof Stanisław Borowiak (ur. 7 września 1959 w Poznaniu, zm. 22 lipca 2022) – polski toksykolog kliniczny i sądowy, prof. dr hab. n. med.

## Życiorys
Studiował w Akademii Medycznej w Poznaniu, 16 lutego 1993 obronił pracę doktorską Aktywność etserazy cholinowej krwinkowej i surowiczej oraz AACo w toksycznym i pozatoksycznym uszkodzeniem wątroby, 18 maja 1999 habilitował się na podstawie pracy zatytułowanej Lokalizacja zmian w wątrobie szczura wywołanych przez toksyny muchomora sromotnikowego. 23 lipca 2008 uzyskał tytuł profesora nauk medycznych.
Został zatrudniony na stanowisku profesora w Katedrze Medycyny Sądowej na Wydziale Medycyny i Stomatologii Pomorskiego Uniwersytetu Medycznego w Szczecinie.
Był profesorem nadzwyczajnym i kierownikiem w Katedrze Medycyny Sądowej na Wydziale Lekarskim z Oddziałem Nauczania w Języku Angielskim Pomorskiego Uniwersytetu Medycznego w Szczecinie.

## Odznaczenia
- Złoty Krzyż Zasługi (2012)[5]
- Srebrny Krzyż Zasługi (2004)[6]
- Krzyż Kawalerski Orderu Odrodzenia Polski[1]